# Mariä Geburt (Glosberg)

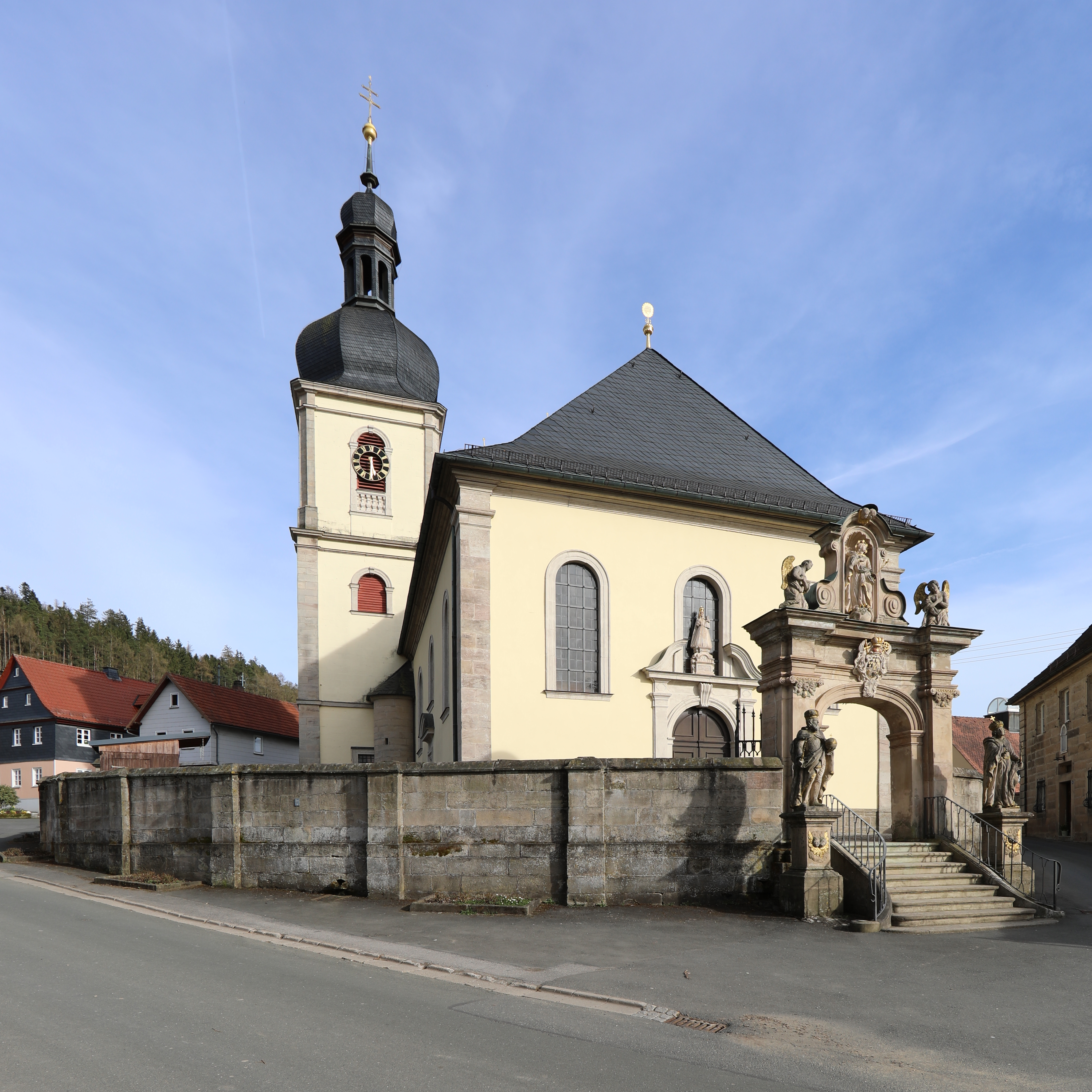
Mariä Geburt in Glosberg

Die römisch-katholische Pfarr- und Wallfahrtskirche Mariä Geburt befindet sich in Glosberg, einem Gemeindeteil der oberfränkischen Kreisstadt Kronach. Glosberg ist nach Marienweiher die bedeutendste Wallfahrtsstätte des Frankenwaldes.

## Geschichte
Die erste urkundliche Erwähnung des Ortes Glosberg war 1325 und eine Filialkirche der Pfarrei Kronach ist seit 1520 belegt. Das Gnadenbild, eine Marienfigur im Hochaltar, stammt aus dem 15. Jahrhundert. Wallfahrten nach Glosberg finden seit 1530 statt. Im Jahr 1727 soll die Muttergottesstatue in der kleinen Ortskapelle an drei Tagen blutige Tränen geweint haben. Glosberg entwickelte sich in der Folge zum Gnadenort, vor allem für den westlichen Frankenwald. Aufgrund der wachsenden Pilgerzahlen wurde von 1730 bis 1736 die jetzige große Wallfahrtskirche errichtet. Der ursprüngliche Plan stammte von einem unbekannten Baumeister. Im Jahr 1733 war der Baumeister Balthasar Neumann erstmals im Auftrag des Fürstbischofs zu Bamberg Friedrich Karl von Schönborn-Buchheim in Glosberg. Das Turmobergeschoss wurde 1734/1735 nach seinen Plänen gebaut. Am 9. August 1744 weihte der Weihbischof in Bamberg Franz Joseph Anton von Hahn die Kirche. Von 1730 bis 1810 versahen Mitglieder des Kronacher Franziskanerordens den kirchlichen Dienst in der Wallfahrtskirche. Im Jahr 1810 folgte die Trennung von Kronach und die Gründung einer selbstständigen Pfarrei.:S. 4 Eine Renovierung der Kirche folgte 1894. Eine Restaurierung wurde von 1979 bis 1981 durchgeführt.:S. 20

## Baubeschreibung

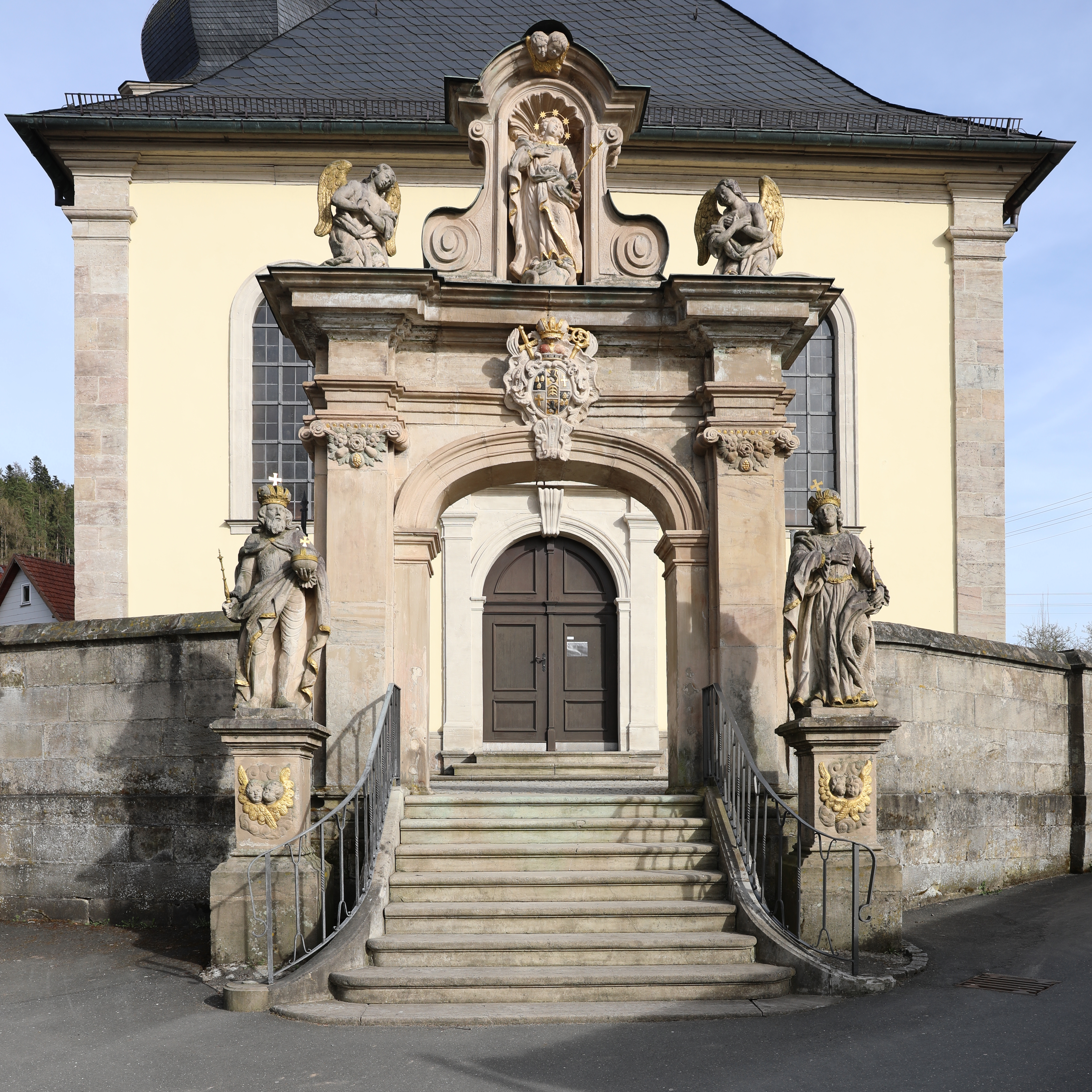
Westportal der Friedhofsmauer

Die Kirche steht inmitten des Dorfes am Fuße des 523 Meter hohen Rauscherberges. Sie wird von einer zwei bis drei Meter hohen Friedhofsmauer aus Sandsteinquadern umgeben, die im Westen ein repräsentatives Portal mit neun Aufgangsstufen hat. Den Schlussstein des Portals verziert das Wappen des Fürstbischofs zu Bamberg Franz Konrad von Stadion und Thannhausen. Auf dem abgestuften Portalgesims befindet sich eine Muttergottesstatue, von zwei Engeln flankiert. Seitlich neben dem Portal stehen zwei Sandsteinfiguren, der heilige Heinrich und die heilige Kunigunde, zwei Bistumsheilige.:S. 6
Der zweiachsige, eingezogene Chor hat einen dreiseitigen Schluss und wird von einer Flachdecke überspannt. Fünf Fenster belichten den Raum. Zwischen dem Chor und dem Langhaus befindet sich ein stichbogiger Chorbogen über Kämpferprofilen. Das ebenfalls von einer Flachdecke überspannte Langhaus wird von jeweils drei rundbogigen Fenstern an den beiden Längswänden und der westlichen Querwand belichtet. An der Querwand steht die Orgel auf einer eingeschossigen Empore, die von toskanischen Säulen aus Sandstein getragen wird.
Das Langhaus hat ein verschiefertes Walmdach. Die verputzte Fassade wird durch toskanische Eckpilaster und rundbogig geschlossenen Rahmungen aus Sandstein gegliedert. Das rundbogige Westportal rahmen toskanische Pilaster und ein Gesims ein. Eine von geschwungenen Giebelschenkeln umrahmte Sandsteinfigur der Glosberger Muttergottes über dem Portal weist auf die Gnadenstätte Mariens hin. Auf der nördlichen Seite, im Winkel von Chor und Langhaus, steht der dreigeschossige Kirchturm, der einen quadratischen Grundriss hat. Ecklisenen gliedern die beiden unteren Geschosse. Über dem ersten Obergeschoss befindet sich ein umlaufendes Kranzgesims. Das zweite Obergeschoss ist gekennzeichnet durch eine pilasterartige Gliederung, vier rundbogige Schallfenster und ein Kranzgesims als oberen Abschluss. Eine verschieferte, gebauchte Haube mit einer offenen Laterne und einem drei Meter hohen Kreuz schließen den Turm ab.:S. 7

## Orgel

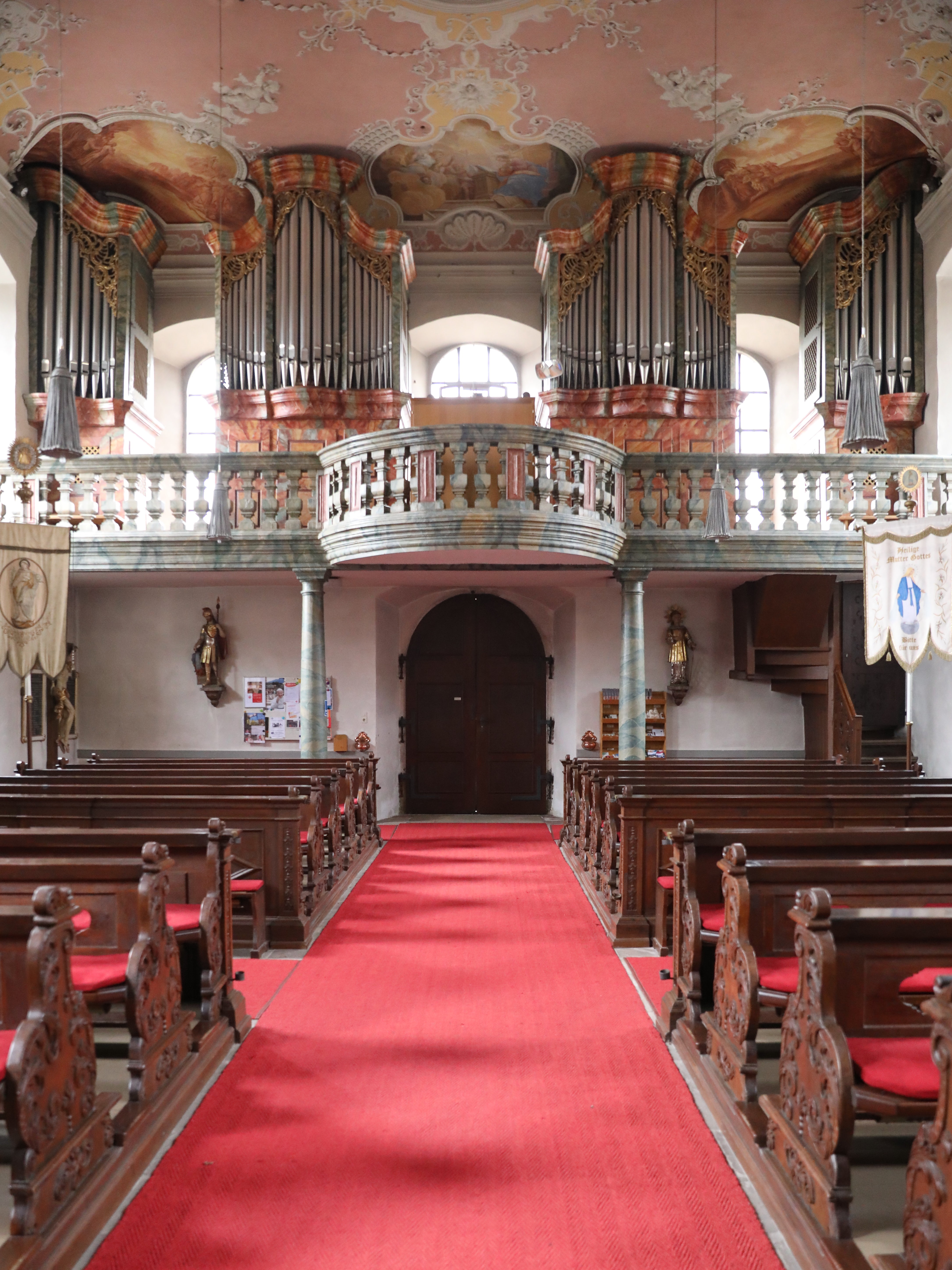
Orgel

Die erste Orgel stellte 1770 der Bamberger Orgelbauer Georg Ludwig Krämer mit 19 Registern auf zwei Manualen und Pedal auf. Neue Orgeln folgten 1897 durch Georg Friedrich Steinmeyer aus Oettingen mit 16 Registern auf zwei Manualen und Pedal und 1981 durch den Nürnberger Volkmar Krätzer mit 23 Registern auf zwei Manualen und Pedal. Der Orgelprospekt von 1770 besteht aus marmorierten Holzteilen mit Rocailledekor und ist entsprechend den drei Fenstern der Westfassade in vier Abschnitte geteilt. Die beiden inneren Abschnitte sind dreiteilig und haben konvexe Basstürme sowie konkave Seitenteile. Die beiden äußeren Abschnitte sind konkav-konvex geschwungen.